# Relatoría Especial sobre la violencia contra las mujeres y las niñas de la ONU
La relatoría especial sobre la violencia contra las mujeres y las niñas fue creada el 4 de marzo de 1994 y adscrita   a la extinta Comisión de Derechos Humanos. Inicialmente se la denominó: relatoría especial sobre la violencia contra la mujer y tuvo como objetivo la integración de los derechos  de las mujeres en los mecanismos de protección de la Organización de las Naciones Unidas (ONU).
El Consejo de Derechos Humanos, (heredero de la antigua Comisión), aprobó en julio de 2022, la prórroga del mandato actual y lo amplió, pasando a denominarse: Relatora Especial sobre la violencia contra las mujeres y las niñas, sus causas y sus consecuencias, incorporando a su trabajo las formas específicas de las violencias sobre estas últimas.
Esta relatoría se enmarca en los procedimientos especiales abiertos por el Consejo de Derechos Humanos para asesorarse sobre aspectos concretos o sobre la situación en determinados países. En 2025 contaba con 46 mandatos temáticos para los que son nombrados expertos y expertas en derechos humanos. Se trata de personas independientes, no remuneradas, que ocupan la responsabilidad por no más de seis años consecutivos y que son nombradas por el propio Consejo.
La primera relatora especial fue la jurista y académica de Sri Lanka, Radhika Coomaraswamy (1994-2003). La  nombrada en julio de 2021 fue la consultora independiente Reem Alsalem que ha visto prorrogado su mandato hasta cumplir el sexto año.

## Mandato
Su misión consiste en recopilar y recibir información sobre la violencia contra mujeres y niñas, realizar recomendaciones para su eliminación y para superar sus consecuencias tanto a  nivel local como nacional e internacional y todo ello en colaboración con los otros mecanismos de protección de Derechos Humanos de las Naciones Unidas.
Mantiene relaciones constantes con la sociedad civil y con organizaciones no gubernamentales dado que éstas facilitan información complementaria a la de los Estados. Tanto si tienen la condición de Entidad Consultiva como si no, la relación permite que se familiaricen con los mecanismos protectores de derechos humanos del Consejo y facilitan la incorporación de la sociedad civil.
En coordinación con otros relatores especiales, expertos independientes o grupos de trabajo, las titulares de la relatoría visitan diferentes países con frecuencia. La actual titular ha visitado: Polonia , Libia y  Mongolia y a dado cuenta de ello mediante los oportunos informes.

## Informes al Consejo de los Derechos Humanos
Con el apoyo de la Oficina del Alto Comisionado de las Naciones Unidas para los Derechos Humanos (ACNUDH) con sede en Ginebra, Suiza, la relatoría envía Comunicaciones a los Estados y a otras organizaciones interesadas en los casos de violencia. Anualmente debe rendir informe tanto ante el Consejo como ante la Asamblea General de Naciones Unidas.
El de 2022 se centró en la Violencia sobre mujeres y niñas indígenas, el de 2023 estuvo dedicado a la Custodia, violencia contra las mujeres y violencia contra los niños. El  emitido en 2024 se centró en la Prostitución y la violencia contra mujeres y niñas y su contenido generó una fuerte controversia. Varias organizaciones y plataformas internacionales de entidades no gubernamentales subscribieron comunicados de respaldo a la Sra. Reem Alsalem.
El informe a presentar en octubre de 2025, estará dedicado a la Gestación subrrogada y las violencias generadas sobre mujeres y niñas. Siguiendo el procedimiento habitual, se ha abierto plazo para consultas y aportes tanto a gobiernos como a entidades supraestatales, tejido asociativo y sociedad civil.

## Titulares
- Radhika Coomaraswamy (Sri Lanka) (1994 - julio de 2003)
- Yakin Erturk (Turquía), (agosto de 2003 - julio de 2009)
- Rashida Manjoo (Sudáfrica) (agosto de 2009 - julio de 2015)
- Dubravka Šimonović (Croacia), (agosto de 2015 - julio 2021)
- Reem Alsalem (El Cairo), (desde julio de 2021)